# Остаци замка деспота Стефана Лазаревића
Остаци замка деспота Стефана Лазаревића налазе се у северозападном делу Горњег града Београдске тврђаве, а датирају из 15. века.
Цитадела или унутрашњи град настала је првобитно као византијски каштел у 12. веку. Поново је комплетно изграђена за време деспота Стефана Лазаревића 1404–1427. године. Археолошким истраживањима која су вршена систематски до 1980. године откривени су остаци бедема с кулама, калдрмисани прилаз замку са североисточне стране, са округлим стубовима на које се некад ослањао покретни мост.
У овом делу пронађени су остаци оружја, камена ђулад, остаци керамике, новца и других предмета из Лазаревићевог и из каснијих времена. У аустријско-турским борбама крајем 17. века века замак деспота Стефана Лазаревића готово је у потпуности уништен.